# Museo delle culture (Lugano)
MUSEC - Museo delle Culture di Lugano

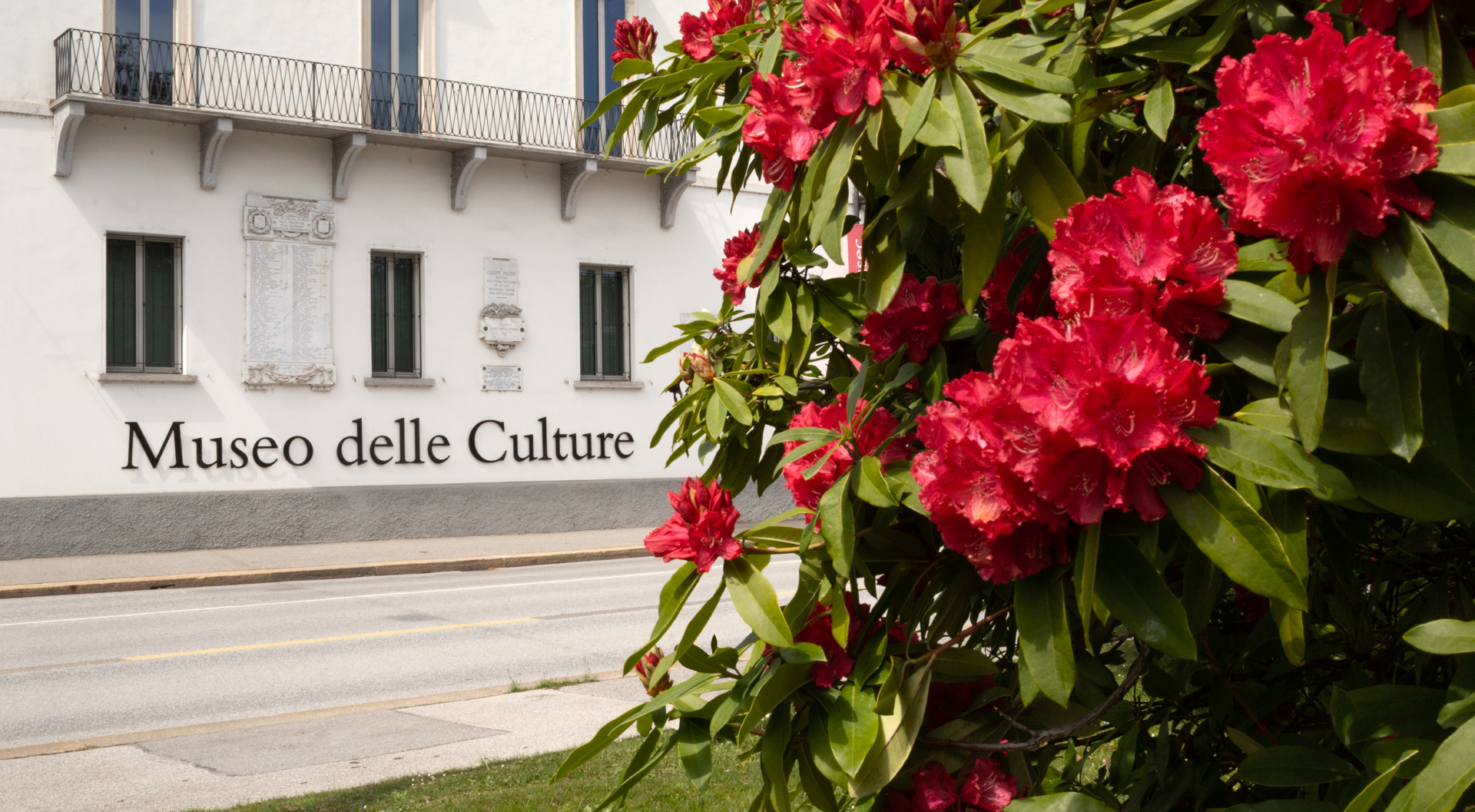
Veduta del MUSEC da Riva Caccia, Lugano

Il MUSEC, Museo delle Culture di Lugano è inaugurato il 23 settembre 1989 con lo scopo di conservare la maggior parte delle opere d'arte etnica collezionate da Serge Birignoni e provenienti in particolare dall'Estremo Oriente, dall'India, dal Sud-Est asiatico, dall'Indonesia e dall'Oceania. Da allora il museo ha avuto l’onore di ricevere altre numerose e prestigiose collezioni di arte etnica e orientale, di fotografia, di arte contemporanea e applicata. Le opere donate o depositate al MUSEC sono state o saranno protagoniste di esposizioni temporanee dedicate.
Il museo nasce con il nome di Museo delle culture extraeuropee, nel 2007 è rinominato "Museo delle Culture" e dal 2017 "MUSEC- Museo delle Culture". La sua sede è la centrale Villa Malpensata con accesso possibile sia da via Mazzini, sia da Riva Caccia. 
Dal primo gennaio 2019 il MUSEC è affidato a una Fondazione che ne assicura il funzionamento, mantenendone l’identità, l’autonomia e l’immagine. La "Fondazione culture e musei (FCM)" permette una gestione più efficace, capace, grazie anche alla rinnovata sede di Villa Malpensata, di generare ulteriori sinergie ed economie di scopo e di intensificare l'interazione con il territorio e con il pubblico. Il MUSEC, in tal modo, ne trarrà innumerevoli vantaggi, che permetteranno di continuare e migliorare il lavoro sin qui svolto, in tutti gli ambiti delle sue innumerevoli attività. Per maggiori informazioni https://www.fcmusei.ch/

## Edificio

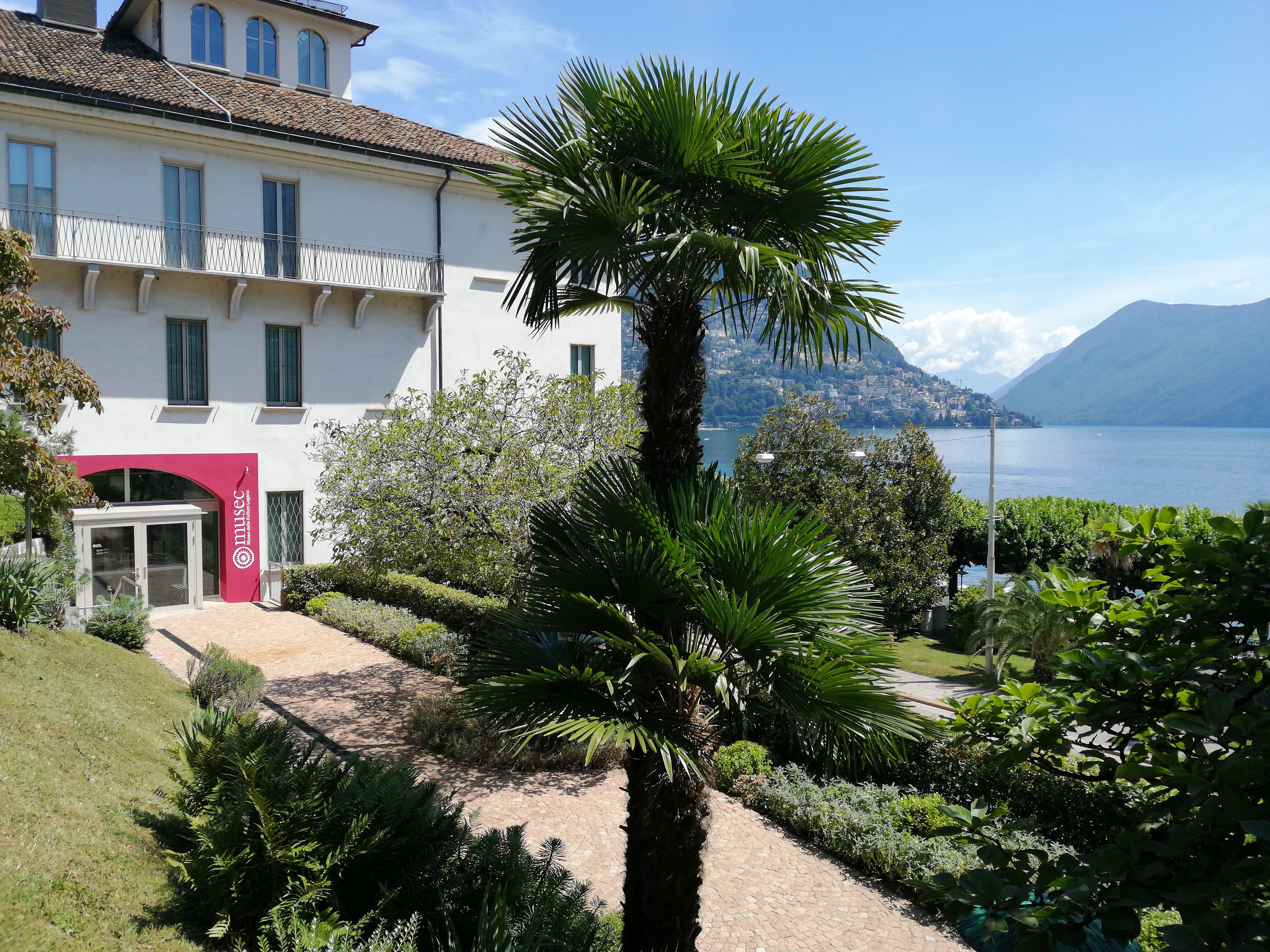
Villa Malpensata, sede del MUSEC

Nel 2017 il MUSEC si trasferisce a Villa Malpensata. La villa fu costruita dalla famiglia Caccia alla metà del Settecento secondo lo stile che a quel tempo caratterizzò il riassetto monumentale e paesaggistico delle rive dei grandi laghi alpini. Utilizzata dal 1893 in poi come museo, divenne dal 1973 sede stabile del Museo d’Arte e di esposizioni temporanee di diversi generi.
Il restauro concepito nel 2014 per dare una sede più ampia e più centrale al MUSEC ha coinvolto, oltre all’edificio principale, sia le due palazzine che lo fiancheggiano a nord (destinate agli uffici e al Centro di ricerca e di documentazione) sia il giardino terrazzato a sud, riorganizzato per ospitare gli spazi all’aperto del MUSEC e la terrazza rialzata che introduce al nuovo ingresso principale. Tutti gli spazi sono riallestiti secondo gli standard internazionali climatici e museotecnici e dotati delle migliori condizioni di sicurezza.

### La storia
Sin dalla sua apertura al pubblico, avvenuta il 23 settembre 1989 e fino al 2016, l'Heleneum fu la sede del MUSEC. L'Heleneum è una villa in riva al Lago di Lugano costruita fra il 1930 e il 1934 sul modello architettonico del «Petit Trianon» di Versailles da Hélène Bieber, una volitiva signora cosmopolita che ambiva a trasformarla in un centro di animazione mondana e culturale e che vi abitò sino al 1967. Soprattutto per la crisi economica degli anni ‘30, Hélène Bieber non riuscì nei suoi intenti e l'Heleneum rimase una dimora poco abitata sin quando, nel 1969, fu acquistato dal Comune di Castagnola, ora quartiere della Città di Lugano.
Dal 1969 al 1971 l'Heleneum fu sede dei corsi di perfezionamento pianistico tenuti da Carlo Florindo Semini, Franco Ferrara e Arturo Benedetti Michelangeli. Dal 1971 al 1973, la villa ospitò i corsi e seminari estivi dell'Istituto ticinese di alti studi, diretto da Elémire Zolla, che riunì importanti studiosi di diverse discipline sui temi della conoscenza religiosa. In seguito, fino al '76, l'Heleneum fu sede del Centro di studi semantici e cognitivi dell'Istituto Dalle Molle che operava nel campo dell'intelligenza artificiale, a quei tempi agli esordi, e che organizzò vari seminari ai quali parteciparono studiosi e ricercatori provenienti da tutto il mondo. La villa fu infine l'asilo d'infanzia di Castagnola e fu adoperata come set di produzioni cinematografiche cui presero parte, fra gli altri, anche Bruno Ganz e Aldo Fabrizi.

## Collezioni
La collezione Brignoni
Il MUSEC apre i battenti nel 1989 grazie al lascito di opere d'arte etnica che l'artista e collezionista svizzero Serge Brignoni (1903-2002) raccolse nel lungo periodo che va dal 1930 alla metà degli anni '80, quando decise di donarle alla città di Lugano. La collezione testimonia dunque, in primo luogo, il legame fra le forme della creatività delle culture dei «Mari del Sud» e l'oggetto che le avanguardie artistiche del '900 discussero nei loro circoli e cercarono di realizzare nelle loro opere. Le opere sono espressione d'una scelta raffinata che privilegia i manufatti di migliore fattura e sa riconoscere fenomenologicamente le espressioni di un'arte non ancora acculturata. I generi e le provenienze geografiche, seppur con qualche significativa eccezione, rispecchiano quelli maggiormente diffusi nelle raccolte europee, australiane e nordamericane della metà del Novecento e non manca quasi nessun «pezzo» di quelli che furono considerati gli oggetti irrinunciabili del collezionismo dell'epoca. Particolarmente evidente è il gusto per opere scultoriche, segnate da contenuti e modalità creative di carattere espressionistico e da una particolare ricchezza del disegno e della decorazione pittorica.
Altre Collezioni
A seguito dell'apertura del museo e soprattutto a partire dal suo rilancio avvenuto nel 2005, il MUSEC ospita e valorizza numerose altre Collezioni, ne citiamo alcune: la Collezione Ceschin Pilone-Fagioli (fotografie giapponesi all’albumina dipinte a mano, risalenti alla fine dell’Ottocento e agli inizi del Novecento); la Collezione Pilone (comprende oltre 400 opere o gruppi di opere del teatro cinese, fra le quali maschere e visi dipinti, copricapi, accessori per il trucco e costumi, ventagli, strumenti musicali e, intere scenografie); la collezione e il fondo Nodari (un migliaio di opere d'arte e oggetti di cultura materiale, di due grandi imbarcazioni fluviali, di circa 6.000 fotografie, di 71 filmati documentari e di oltre sessanta ore di registrazioni sonore su cassetta o su nastro, raccolti sul campo, nel corso di una serie di viaggi in Africa -soprattutto nell'Alto Congo- negli anni '50 e '60 del Novecento) e la Collezione Antonini (oltre 1100 pettini ornamentali provenienti da tutto il mondo). Per la lista completa si rimanda alla pagina: https://www.musec.ch/presenta/Collezioni.html

## Esposizioni
Il MUSEC conserva e valorizza collezioni d’arte delle civiltà dell’Estremo Oriente, dell’India, del Sud-Est asiatico e dell’Oceania. La sede situata sul lungolago di Lugano, prevede un allestimento in continuo divenire seguendo i più moderni canoni della museologia. Il museo, importante centro di ricerca sull’antropologia dell’arte, offre contemporaneamente al pubblico almeno tre esposizioni in grado di comunicare, ciascuna secondo le proprie peculiarità tematiche, la ricchezza e l’articolazione complessiva del suo progetto culturale.
Lo "Spazio Tesoro", situato all’entrata del museo e con accesso gratuito, accompagna il visitatore in un percorso periodicamente rinnovato, con opere della Collezione Brignoni e delle altre principali collezioni del museo. Un itinerario ricco di significati permette fra l’altro al visitatore di interagire dinamicamente con i temi e le opere presentate negli altri spazi espositivi del museo, a volte anticipandoli, a volte fornendogli preziose chiavi di interpretazione, utili a cogliere l’unitarietà del progetto museografico.
Lo "Spazio Maraini" presenta le esposizioni del ciclo “Esovisioni” dedicate alla fotografia di viaggio e al tema dell’esotismo nell’opera di grandi fotografi.
Lo "Spazio Cielo" è interamente dedicato a ospitare le esposizioni del progetto "Cameredarte", dedicato alle nuove acquisizioni, ai collezionisti che collaborano col MUSEC e agli artisti contemporanei che nel corso degli anni si sono avvicinati alle attività del Museo.
All'interno dello "Spazio Mostre" che occupa due piani del museo, sono allestite le grandi mostre.